# Stemmer See
Der Stemmer See ist ein Stillgewässer im Wesertal zwischen Rinteln  und Vlotho. Er befindet sich etwa 350 Meter südlich und links der Weser zwischen Stemmen und Varenholz, beides Orte der direkt an der östlichen Grenze von Nordrhein-Westfalen zu Niedersachsen gelegenen  Gemeinde Kalletal (Kreis Lippe). Im Jahre 2013 hat dieser See von der  Europäischen Union die Note „ausgezeichnet“ für seine Qualität als Badesee erhalten. Er ist rund 24,7 Hektar groß, seine Uferlänge beträgt rund drei Kilometer, und die Wasseroberfläche liegt auf 49,8 m ü. NN 
Zugang zum See haben die Übernachtungsgäste des Campingparks Kalletal. Badegäste, die nicht Gäste des Campingplatzes sind, haben keinen Zugang.   
Der Stemmer See besitzt einen 600 m langen Sandstrand und eine kleine Badeinsel. Angebotene bzw. mögliche Freizeit-Aktivitäten sind Schwimmen, Schnorcheln, Tauchen, Surfen und Tretboot fahren sowie Angeln.